# Ciklona
Ciklona (engl. cyclone, prema grč. ϰύϰλος: krug) ili barički minimum je područje relativno sniženog tlaka zraka u izvantropskim zemljopisnim širinama, s promjerom od 500 kilometara do više tisuća kilometara, u kojem postoji vrtložno strujanje zraka koje se može protezati i kroz cijelu troposferu. Na sinoptičkim kartama područje ciklone ograničeno je s više zatvorenih izobara; vjetrovi u cikloni pušu na sjevernoj polutki u smjeru suprotnom od gibanja kazaljke na satu, a na južnoj polutki u smjeru gibanja kazaljke na satu (ciklonalna cirkulacija). Zbog toga što je strujanje zraka u cikloni redovito povezano s minimumom u razdiobi tlaka na morskoj razini (barometarski ili barički minimum), katkada se područje sniženog tlaka zraka naziva i depresija.
Ciklona se označava slovom N (ili C). Zrak u tom polju struji od rubova prema središtu, zbog koncentracije počinje se izdizati i hladiti, te nastaju uvjeti za nastanak oborina. Ciklona donosi promjenjivo vrijeme i oborine. U cikloni je tlak zraka obično niži od 1013 hPa. Fizikalno, ciklona nastaje djelovanjem Coriolisove sile na zračne mase. 
Na vrijeme u Hrvatskoj najviše utječe Genovska ciklona koja nastaje u istočnom Sredozemlju, u Genovskom zaljevu. Postoji također Islandska ciklona koja djeluje cijele godine (zbog golfske struje). Donosi nešto toplije vrijeme u odnosu na prethodne dane. Postoje isto tako i stacionirane ciklone, to jest ciklone koje se dulje zadržavaju nad nekim područjem. Takve ciklone obično donose nestabilnost na više od tri dana. 
U Europi se ciklone uglavnom kreću od zapada prema istoku, ali ima i odstupanja. Prije ciklone obično zapuše slabo do umjereno jugo ili jugozapadnjak, a dva do tri dana prije njenog dolaska na nebu se mogu uočiti visoki oblaci cirusi, koji su inače nositelji lošeg vremena. Pred prolazak ciklone zapuše obično hladniji vjetar sa sjevera ili sa sjeverozapada i to zbog širenja anticiklonalnog grebena i dolaska ljepšeg vremena. Postoje i tropske ciklone koje se javljaju u Pacifiku i obično donose jake kiše i prati ih olujan vjetar koji nerijetko doseže brzinu od 150 km/h. Takve ciklone se javljaju između lipnja i listopada. Tropske ciklone se mogu razviti i u uragane samo ako za to postoje uvjeti, ali najčešće nestaju približavajući se obalnom području. Zbog takvih ciklona svake godine nastaju milijunske štete i život izgubi na tisuće ljudi.

## Ciklone i anticiklone
Ciklona je ogromni zračni vrtlog sniženog tlaka zraka, u kojem se čestice zraka na sjevernoj polutki gibaju u smjeru suprotnom kazaljci na satu, a na južnoj polutki u smjeru kazaljke na satu. Idući od središta ciklone prema njenoj periferiji, raste tlak zraka, pa su izobarne plohe snižene prema središtu ciklone. Izobare su u cikloni zatvorene krivulje, slične elipsi. Vodoravni promjer ciklone iznosi od 100 do 3000 km, a okomito se ciklona prostire katkada i do visine od 15 do 20 km. U umjerenim zemljopisnim širinama tlak se u središtu ciklone mijenja od 950 do 1030 mbar, a u prosjeku iznosi oko 1000 mbar. U tropskim predjelima tlak u središtu ciklone može pasti na 900 mbar, pa i niže. 
Anticiklona je područje povišenog tlaka zraka s najvećom vrijednošću u središtu. I to je ogroman zračni vrtlog, no gibanje čestica zraka je suprotno od onog u cikloni; na sjevernoj Zemljinoj polutki čestice se gibaju u smjeru kazaljke na satu, a na južnoj obratno. Izobare su u anticikloni također zatvorene krivulje, često elipsoidnog oblika. Najviši tlakovi u središtu anticiklone mogu biti i veći od 1050 mbar, a najviši je tlak zabilježen 31. prosinca 1968. u Agati (sjeverni Sibir) i iznosio je 1083,8 mbar. 
Umjesto naziva ciklona i anticiklona ponegdje se još upotrebljavaju nazivi barički minimum i barički maksimum, a za ciklonu i naziv depresija. 
Prema zemljopisnom području nastanka razlikuju se: izvantropske ciklone i anticiklone, tropske ciklone (takozvani cikloni) s nazivima uragani i tajfuni te suptropske anticiklone. 

### Teorija nastanka ciklone
Danas je prihvaćena teorija nastanka ciklone na polarnoj fronti, koju je razvila bergenska škola (Jacob Bjerknes i H. Solberg od 1921. do 1923.). Zbog poremećaja atmosferske fronte nastaje mali val, u kojemu u prednjem dijelu napreduje topli, a na stražnjoj strani hladni zrak, pa frontalna ploha postupno dobiva svojstva tople, odnosno hladne fronte. Poremećaj se pomiče uzduž prvobitne stacionarne fronte, i to u smjeru općeg strujanja u visini. 
Dalji razvoj poremećaja zavisi od dinamičkih uvjeta u atmosferi. Ako valna duljina poremećaja premašuje kritičnu vrijednost (dinamički labilno stanje), na vrhu vala smanjit će se tlak i postupno daljim produbljivanjem dovesti do zatvorene ciklonalne cirkulacije (zatvorene izobare) te izraženog valnog oblika poremećaja s toplom i hladnom frontom, koje odjeljuju i ograničuju takozvani topli sektor ciklone. Tako razvijena ciklona naziva se mladom ciklonom, i već ima razvijeni oblačni sustav i područja oborine. Gibanje mlade ciklone može se približno odrediti prema smjeru izobara u toplom sektoru. Iza hladne fronte, na stražnjoj strani ciklone tlak zraka raste, ispred tople fronte tlak zraka pada i pri tom se ciklona dalje produbljuje. Zatvorena ciklonska cirkulacija zahvaća postupno sve veće područje, i do 1000 km u promjeru. 
Hladna fronta mlade ciklone giba se redovito većom brzinom od tople fronte, pa se topli sektor postupno sve više suzuje, i to tako da sustizanje fronta započinje od središta ciklone. Ciklona postupno okludira, i nastaje okludirana fronta. Mjesto gdje se sijeku topla i hladna fronta (točka okluzije) postupno se seli sve dalje od središta ciklone i istodobno nastaje najveći pad tlaka. U tom stadiju područje oborine zahvaća i čitavu frontu okluzije. Vremenski razmak između mlade i djelomice okludirane ciklone iznosi oko 12 sati. 
Tokom daljeg razvoja ciklone okluzivni proces zahvaća sve veće dijelove frontalnog sustava, koji se sve više savija prema unazad, što se može vidjeti iz satelitskih snimaka oblačnog sustava okludirane ciklone. U zadnjem stadiju produbljivanja ciklona zauzima čitavu troposferu. Gibanje se ciklone sve više usporuje da bi u zadnjem stadiju postala kvazistacionarna. Hladni zrak u donjoj troposferi zauzima sve dijelove ciklone, a topli zrak je podignut u visinu.
Kraj razvoja ciklone predstavlja završetak procesa okluzije. Kad se ciklona počne postupno popunjavati (tlak raste na čitavom području), postupno prestaje oborina, a raspada se i oblačni sustav ciklone. 
Ciklone koje dolaze s Atlantika na europsko kopno obično stižu na kontinent već okludirane. Na jednoj polarnoj fronti nad Atlantikom redovito se stvara niz uzastopnih ciklona, takozvana porodica ciklona, od kojih svaka nova nastaje sve južnije. Takva porodica ciklona može obuhvatiti od 3 do 5 ciklona, koje se kreću od zapada prema istoku sve južnijim putanjama, a u razmaku od jednog do dva dana. Serija ciklona završava se kad prodor hladnog zraka na stražnjoj strani polarne fronte stigne do suptropskih širina. 
Prikazani razvoj ciklone odgovara prosječnom stanju, od kojeg pojedine ciklone mogu znatno odstupati. Valja napomenuti da se ciklona u određenim uvjetima može i regenerirati. To nastaje kad se ciklona približi veoma zagrijanom kopnu, ili se u nju uvuče vrlo hladni zrak na kontinentu. Ciklone mogu nastati na polarnoj fronti i u zapadnom Sredozemlju (Genovska ciklona), prije svega zbog jakog prodora polarnog zraka u Sredozemlju. Upravo su takve ciklone najvažnije za vrijeme u našim krajevima, jer donose najveće oborine i znatne promjene vremena. 
Najvažniji procesi koji uvjetuju vrijeme u anticiklonama jesu istjecanje zraka u donjim slojevima i silazno strujanje zraka uz adijabatsko zagrijavanje u višim slojevima (donjoj troposferi). Zbog spuštanja zraka nastaju u anticiklonama na visini od nekoliko kilometara takozvane inverzije supsidencije (inverzije temperature zbog adijabatskog zagrijavanja sloja zraka koji se spušta prema tlu, tako da temperatura zraka u tom sloju raste s visinom) ispod kojih, ako je zrak vlažan, mogu nastati stratusi i stratokumulusi, osobito u hladno doba godine. Nebo je tada potpuno oblačno, što može potrajati danima, pa i tjednima. Suprotno tome, ljeti je za anticiklone svojstveno vedro ili malo oblačno vrijeme, a temperature su zraka visoke. Vedro vrijeme može postojati u anticiklonama i zimi ako se u njima nalazi kontinentalni suhi zrak. Uz slabe vjetrove, prije svega ako je tlo pokriveno snijegom, mogu pri tlu nastati jake inverzije i vrlo niske temperature. 
Svojstva vremena u anticiklonama zavise i od toga da li se promatrano mjesto nalazi blizu središta ili uz rub anticiklone. Na rubovima anticiklone pojavljuju se često vremenske prilike koje su svojstvene za sektore susjednih ciklona. 
Prema sastavu i nastanku, anticiklone se mogu razvrstati na anticiklone koje putuju (nastaju između ciklona jedne porodice ciklona), hladne anticiklone (nastaju na stražnjoj strani serije ciklona), kvazistacionarne anticiklone (nastaju nakon prodora hladnog zraka i mogu zauzimati veliki prostor, često i površine čitavog kontinenta, a zadržavaju se na istom mjestu dugo vremena) i suptropske anticiklone (područja visokog tlaka, koja zauzimaju veliki prostor, prostiru se do velikih visina i gotovo su nepomična). Anticiklone, koje zauzimaju veliki prostor i čitavu troposferu, redovito postaju velika upravljačka središta za gibanje ciklona na svom rubu. Tako na primjer, veoma izražena anticiklona u Zapadnoj Europi može postati blokirajuće središte, koje kroz duže vrijeme onemogućuju prodor ciklone na europsko kopno.

## Vanjske poveznice

### Ostali projekti
|  | Zajednički poslužitelj ima stranicu o temi Ciklona    |
|  | Zajednički poslužitelj ima još gradiva o temi Ciklona |